# 藤澤志帆
藤澤 志帆（ふじさわ しほ、1986年1月27日 - ）は、日本の女優である。東京都出身。前所属事務所Bon Vivantが2010年4月1日解散。現在、トム・プロジェクト所属。

## 人物
- 身長155 cm。
- 趣味 : ピアノ
- 特技 : バレエ、チアー、中国語、器械体操
- ペット : 犬

## 出演

### テレビドラマ
- こちら本池上署 第2シリーズ 13話（2003年、TBS）
- 桜咲くまで（2004年、TBS）
- わかば（2004年-2005年、NHK『連続テレビ小説』） - 佐野隆子 役
- 金曜エンタテイメント 熱血シングル・ファザー〜新聞記者・新庄圭吾の事件ファイル〜2（2005年、フジテレビ）
- 金曜エンタテインメント夏樹静子ミステリー アリバイの彼方に4（2005年11月11日、フジテレビ）
- 新・風のロンド（2006年、東海テレビ『昼ドラ』） - 野代夏生 役（少女時代）
- 特命係長 只野仁スペシャル第3弾（2006年9月23日、テレビ朝日） - 君島あや 役
- 結婚式へ行こう!（2006年-2007年、TBS）
- 特命係長 只野仁（2007年 - 、テレビ朝日） - 君島あや 役
- 24時間あたためますか?〜疾風怒涛コンビニ伝〜（2008年3月15日、日本テレビ） - 酒井と堤の同級生 役
- 月曜ゴールデン （TBS）
  - 浅見光彦シリーズ31（2012年9月3日） - 研究員 役
  - 緑川警部 VS 33分の勇気（2012年12月17日）- ギャル 役

### バラエティ
- AKBINGO! （2011年10月20日、日本テレビ）

### 映画
- 49日の幸せな時間（2004年）
- サヨナラCOLOR (映画)（2005年） - 未知子（高校生） 役
- 特命係長 只野仁 最後の劇場版（2008年、松竹） - 君島あや 役
- 女忍 KUNOICHI（2011年） - 殷春 役
- 劇場版 東京伝説 恐怖の人間地獄（2014年） - 美里 役
- わさび（2017年） - 里見祥子 役
- 狼 ラストスタントマン（2022年） - 町田京子 役

### CM
- サニクリーン（2011年）企業イメージＣＭ「唄うリレー」編

### 舞台
- 小公子セディ、小公女セーラ、若草物語（2000年 - 2002年）
- アルプスの少女ハイジ（2003年）
- ハッピーファミリー（2005年）
- 銀座博品館劇場 あの頃のまま（2008年5月13日 - 18日）
- 演舞ユニット☆歌舞喜☆いちょうホール特別講演（2010年10月28日）
- 萩咲く頃に（2017年1月12日 - 3月26日）
- Sing a Song（2018年）
- 二人芝居「ふぁいと！～大原騒動～」（2018年6月30日 - 7月1日）

## 雑誌
- Kindai・POTATO（2003年）
- BOMB・週刊現代・YomiuriWeekly（2004年）
- B.L.T.（2007年）